# Systenoplacis
Systenoplacis là một chi nhện trong họ Zodariidae.

## Các loài
Có khoảng 22 loài trong chi này gồm:
- Systenoplacis biguttatus Jocqué, 2009
- Systenoplacis biunguis (Strand, 1913)
- Systenoplacis fagei (Lawrence, 1937)
- Systenoplacis falconeri (Caporiacco, 1949)
- Systenoplacis giltayi (Lessert, 1929)
- Systenoplacis howelli Jocqué, 2009
- Systenoplacis maculatus (Marx, 1893)
- Systenoplacis manga Jocqué, 2009
- Systenoplacis maritimus Jocqué, 2009
- Systenoplacis michielsi Jocqué, 2009
- Systenoplacis microguttatus Jocqué, 2009
- Systenoplacis minimus Jocqué, 2009
- Systenoplacis multipunctatus (Berland, 1920)
- Systenoplacis obstructus Jocqué, 2009
- Systenoplacis patens Jocqué, 2009
- Systenoplacis quinqueguttatus Jocqué, 2009
- Systenoplacis scharffi Jocqué, 2009
- Systenoplacis septemguttatus Simon, 1907
- Systenoplacis thea Jocqué, 2009
- Systenoplacis turbatus Jocqué, 2009
- Systenoplacis vandami (Hewitt, 1916)
- Systenoplacis waruii Jocqué, 2009